# تشارلز ر. مورين
تشارلز ر. مورين (بالإنجليزية: Charles R. Morin)‏ هو لاعب بلياردو ‏ أمريكي، ولد في 30 أكتوبر 1870 في إلينوي في الولايات المتحدة، وتوفي في 4 يوليو 1947 في ويلميت في الولايات المتحدة.